# Jean-Jacques Debout chante Jean Gabin
Jean-Jacques Debout chante Jean Gabin est un album studio de Jean-Jacques Debout sorti le 10 mars 2017.
Il contient treize titres dont sept inédits et six reprises. Il est arrangé par Jacques Ferchit et Jacky Delance.

## Pistes
Les treize pistes de cet album sont :
| No  | Titre                                | Paroles                                   | Musique             | Durée |
| --- | ------------------------------------ | ----------------------------------------- | ------------------- | ----- |
| 1.  | Maintenant je sais (But Now I Know)  | Jean-Loup Dabadie (fr), Philip Green (en) | Philip Green        | 03:05 |
| 2.  | Jean Gabin                           | Jean-Jacques Debout                       | Jean-Jacques Debout | 02:53 |
| 3.  | Avec ma p'tite gueule                | Maurice Gleize                            | Georges van Parys   | 02:35 |
| 4.  | Où est-il donc                       | Lucien Carol et André Decaye              | Vincent Scotto      | 03:34 |
| 5.  | Le jour se lève                      | Jean-Jacques Debout                       | Jean-Jacques Debout | 03:04 |
| 6.  | La Complainte de la Butte            | Jean Renoir                               | Georges van Parys   | 02:52 |
| 7.  | En cas de malheur                    | Jean-Jacques Debout                       | Jean-Jacques Debout | 02:44 |
| 8.  | La môme caoutchouc                   | Serge Veber                               | Maurice Yvain       | 02:42 |
| 9.  | Quai des brumes                      | Jean-Jacques Debout                       | Jean-Jacques Debout | 02:26 |
| 10. | La bête humaine                      | Jean-Jacques Debout                       | Jean-Jacques Debout | 03:51 |
| 11. | Mélodie en sous-sol                  | Jean-Jacques Debout                       | Jean-Jacques Debout | 04:19 |
| 12. | Quand on se promène au bord de l'eau | Julien Duvivier                           | Maurice Yvain       | 03:33 |
| 13. | Comme un singe en hiver              | Jean-Jacques Debout                       | Jean-Jacques Debout | 03:56 |